# Biserica de lemn din Iernut

Biserica de lemn din Iernut, judeţul Mureş

Biserica de lemn din Iernut, construită în anul 1735 a fost documentată de către Atanasie Popa înainte ca timpul să o răpună. Înlocuită în anul 1929 cu o nouă biserică de zid, vechea biserică de lemn se afla în anul 1931 într-o stare avansată de degradare. Studiul lui Atanasie Popa păstrează pentru generațiile următoare amintirea vechii biserici. Era închinată Sfinților Arhangheli.

## Istoric și trăsături
Șematismul jubiliar de la 1900 pomenește pentru această biserică ca moment al edificării anul 1735. Aceeași sursă pomenește de o inscripție ce se afla pe bârnele edificiului care amintea ctitorii: "...a fost ridicată numai la an. 1735 din munificența lui Stoica, Lazar Eva, Ana, Aldea sora lui Dragomir după cum arată inscripția de pe biserică...".
Biserica se afla la capătul satului, în cimitir. Pereții erau din lemn de brad, tălpile fiind din stejar. Sub aspectul planimetriei, edificiul era dreptunghiular, cu absida decroșată, poligonală cu cinci laturi. Consolele erau cioplite astfel încât să formeze trepte mărunte. Biserica era împărțită în obișnuitele încăperi: pronaos, naos și absida altarului. Dacă ultimele două încăperi erau acoperite de o boltă semicilindrică, pronaosul avea un tavan drept. Deasupra pronaosului se găsea o mică clopotniță, ridicată probabil ulterior. Intrarea se făcea pe latura de sud a bisericii, prin prispa adăugată, și aceasta, ulterior.
Privitor la decorarea bisericii, cu pictură, studiul amintește o serie de zugravi, ce au circulat spre centrul și nordul Transilvaniei din părțile ei sudice sau chiar de dincolo de munți. Dintre aceștia amintim pe Nistor zugravul de la Rășinari, popa Ionașcu de la Făgăraș care a decorat iconostasul. Icoanele împărătești au fost realizate de către David de la Curtea de Argeș și Iacov zugrav de la Rășinari în anul 1740. Pictura parietală era realizată în anul 1763 de către Gheorghe și Onuț ce au respectat un program iconografic specific Munteniei, lucrarea celor doi fiind probabil o repictare a bisericii.